# Wojdan Shaherkani
Wojdan Ali Seraj Abdulrahim Shahrkhani (وجدان علي سراج الدين شهرخاني), née le 1er février 1996 à La Mecque, est une judokate saoudienne. Elle évolue dans la catégorie des plus de 78 kg.
Le 3 août 2012, elle devient la première athlète féminine saoudienne de l'histoire olympique, à s'être présentée sur le tatami la tête couverte d'une sorte de bonnet de bain. Dès le 1er tour, elle est battue après 1 min 22 de combat sur ippon par la Portoricaine Melissa Mojica.